# 이택돈
이택돈(李宅敦, 1935년 1월 27일 ~ 2012년 5월 7일)은 대한민국의 법조인이자 정치인이다. 경기도 시흥군 수암면(현 안산시) 출신으로 본관은 전주, 호는 춘강(春江)이다.  제8, 9, 10, 12대 국회의원, 신민당 대변인, 사무총장 등을 지냈고, 1980년 김대중 내란음모사건에 연루되어 옥고를 치렀다.

## 학력 및 경력
- 서울대학교 법과대학 학사
- 8회 고등고시 사법과 합격
- 대법원 재판연구관

## 역대 선거 결과
|  | 57.34% |

|  | 38.07% |

|  | 43.80% |

|  | 47.07% |

|  | 9.09% |